# Mone
|  | Aquest article tracta sobre sobre la cantant i actriu. Si cerqueu l'estat xan de Mone, vegeu «Mongnai». |

Mone (26 de setembre de 1959), nom amb què es coneix Montserrat Teruel Mir, és una cantant i actriu catalana.
Ha actuat com a actriu en diverses sèries com El cor de la ciutat i Porca misèria. A finals del 2006 va sortir al mercat el seu primer disc "Regal", en què hi ha onze cançons de les quals vuit han estat compostes i escrites per la mateixa Mone. A Catalunya se la coneix molt sobretot per interpretar el paper de l'Empar a la sèrie El cor de la ciutat. Ha participat en molts musicals i cada dimecres actua a la sala Luz de Gas, juntament Susana Ribalta, Inma Ortiz i Marian Barahona, formant el grup "Mujeres".
L'any 1981 va acompanyar a José María Bachelli a Dublín, al Festival d'Eurovisió.
Ha estat cantant de grups com Gatos Negros, ha fet cors i col·laboracions amb Gato Pérez, La Trinca, Albert Pla, Quimi Portet, Sopa de Cabra i Joan Isaac, entre d'altres.
Ha posat la seva veu a diversos anuncis i també a pel·lícules d'animació com "La bella i la bèstia" i "Mulan" -en les versions catalana i castellana- i a "El Príncep d'Egipte"-també en els dos idiomes-. Fora d'això s'ha prodigat d'una manera especial cantant en diferents programes televisius ("Jazz and Co", "Bojos pel ball", "100 anys de cançons", "Temps era temps", "La Marató", "La cosa nostra"...-TV3-, "Dones del rock" -La 2-, "Canciones de nuestra vida" -Antena 3-, "Un siglo de canciones" -Canal 9 i Telemadrid-…).
El 1992 va participar en cinquanta edicions del programa d'Àngel Casas "Loto Show", on diàriament interpretava una cançó en directe. Va ser llavors quan Josep Maria Flotats es va fixar en ella i li va oferir un paper a l'obra "Cal dir-ho?", un any més tard s'estrenava com a actriu amb la seva companyia al Teatre Poliorama. Després van venir moltes més obres de teatre musical ("Guys and Dolls", "Company", "T'estimo ets perfecte, ja et canviaré", "The Full Monty", "Gaudí", "Remena nena"..) sent la protagonista de "Mals d'amor d'una gata francesa" al Teatre Nacional de Catalunya.
El dia 22 de novembre estrenà l'obra de teatre Boscos endins, de la companyia Dagoll Dagom.
A partir del dia 10 de setembre, s'incorpora a la companyia "El Elenco" al musical Mamma Mia!, alternant-se amb Nina en el paper de Donna. Actua els dijous a les 20:30, i divendres, a la sessió de la nit, al Teatre BTM (Barcelona Teatre Musical).